# Theodore Gray

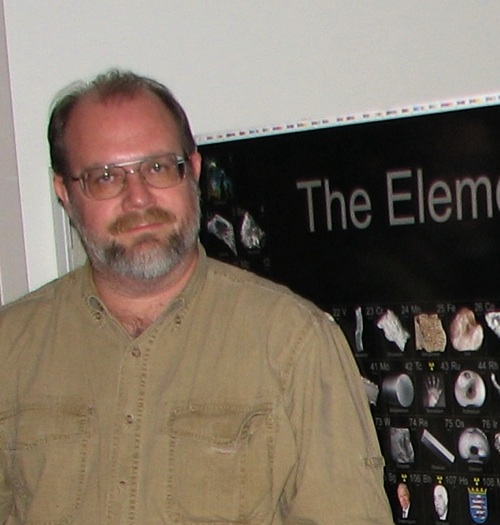
Theodore Gray

Theodore W. Gray (* 18. November 1964 in Urbana, Illinois) ist ein US-amerikanischer Chemiker, Ko-Gründer von Wolfram Research und Wissenschaftsautor.

## Karriere
Gray studierte Chemie an der University of Illinois at Urbana-Champaign mit dem Bachelor-Abschluss 1986. Zuvor hatte er die University Laboratory High School dieser Universität besucht. Teilweise studierte er auch an der Universität Göttingen (er spricht fließend Deutsch). Er setzte das Studium in Berkeley fort, verließ aber die Universität, um mit Stephen Wolfram 1987 Mathematica zu entwickeln. Für Mathematica entwickelte er das Interface für die Nutzer. 1988 gründete er mit Wolfram und vier anderen Wolfram Research. Gray war Ko-Autor von Büchern über Mathematica und wirkt als freischaffender Wissenschaftsjournalist und Autor.
2010 gründete er mit Stephen Wolfram, Max Whitby und John Chromie Touch Press, die pädagogische Apps für das iPad entwickeln. Als erstes entstanden Apps über Elemente und Moleküle. Gray entwickelte auch Computerbilder (gif-Format), die Funktionsweisen von diversen Maschinen zeigen.
Er hatte lange die Kolumne Gray Matter in Popular Science. Sammlungen der Artikel veröffentlichte er unter dem Titel Mad Science.
Bekannt wurde er für seine Darstellung des Periodensystems mit Fotos der Elemente, vielfach aus seiner umfangreichen Privatsammlung. Er erhielt dafür 2011 den ACS Grady Stack Award for Interpreting Chemistry for the Public der American Chemical Society und 2002 den Ig-Nobelpreis für die Sparte Chemie und präsentierte das Ergebnis auch in einem Buch.
2019 war er einer der Plenarsprecher über das Periodensystem auf dem GDCh-Wissenschaftsforum Chemie.

## Schriften (Auswahl)
- mit Jerry Glynn: Exploring Mathematics with Mathematica, Addison-Wesley 1991
- Reactions: An Illustrated Exploration of Elements, Molecules, and Change in the Universe, Black Dog & Leventhal, 2017
  - Deutsche Übersetzung: Reaktionen Die faszinierende Welt der Chemie, Edition Fackelträger Verlag GmbH Köln, ISBN 978-3-96342-007-8
- Molecules: The Elements and the Architecture of Everything, Black Dog & Leventhal, 2014
  - Deutsche Übersetzung: Moleküle Die Elemente und die Architektur aller Dinge, Delphin Verlag GmbH Köln, ISBN 978-3-96128-350-7
- Theodore Gray's Elements Vault: Treasures of the Periodic Table with Removable Archival Documents and Real Element Samples—Including Pure Gold! Black Dog & Leventhal, 2011
- The Elements: A Visual Exploration of Every Known Atom in the Universe, Black Dog & Leventhal, 2009 (mit dem Fotografen Nick Mann)
  - Deutsche Übersetzung: Die Elemente Bausteine unserer Welt, KOMET Verlag GmbH Köln, ISBN 978-3-86941-003-6 mit Periodensystem-Plakat als Beilage (siehe Hintergrund Bild oben rechts)
- Theo Gray's Mad Science: Experiments You Can Do At Home—But Probably Shouldn't, Black Dog & Leventhal, 2009
- mit Jerry Glynn: The Beginner's Guide to Mathematica Version 3, Cambridge University Press, 1997 (es erschien auch Version 4 bei Cambridge UP)
- Theo Gray's Mad Science 2: Experiments You Can Do At Home, But STILL Probably Shouldn't, Black Dog & Leventhal, 2013